# XPRESS (periódico)
XPRESS se lanzó en los EAU el 15 de marzo de 2007 como un periódico semanal gratuito y competidor de 7DAYS y Emirates Today. XPRESS se creó como un periódico comunitario multicultural para todos los residentes de los EAU, tanto ciudadanos de los EAU como expatriados. La revista, publicada en Dubái por Al Nisr Group como periódico hermano de Gulf News, cubre noticias, ocio y entretenimiento y deportes, con énfasis en lo local.

## Desarrollo y lanzamiento
El trabajo en XPRESS, entonces conocido como Proyecto X, comenzó en el sótano de las oficinas de Gulf News en Sheikh Zayed Road, cerca de Safa Park, a principios de 2005. Los rumores sobre el proyecto secreto comenzaron a filtrarse en la industria de los medios de EAU durante los meses siguientes, pero los detalles de la publicación, incluido su nombre, permanecieron en secreto muy bien guardado hasta que se anunció su lanzamiento el 12 de marzo de 2007.
Los informes iniciales de los medios indicaron que Al Nisr Media tenía la intención de publicar XPRESS dos veces por semana y esperaba obtener una licencia para publicar diariamente.
Sin embargo, cuando se lanzó, el propio XPRESS confirmó que se publicaría una vez a la semana, los jueves. Los editores no han confirmado si tienen la intención de solicitar una licencia diaria a las autoridades de Dubái.
El periódico fue diseñado por Mario García, presidente de García Media, con sede en Tampa, quien lo describió como "un periódico vibrante y contemporáneo totalmente creado para el lector de la cultura 'siempre activa'".
La recepción del círculo de medios de Dubái a la edición inaugural fue mixta, con un experto que lo describió como "un dolor de cabeza en cada página" y lo acusó de publicar historias parroquiales. Sin embargo, el mismo reportero elogió la dedicación del nuevo periódico a la impresión de historias originales y dijo que ayudó a satisfacer el creciente deseo de noticias locales en el rápido crecimiento de Dubái.
Desde 2009, Xpress se ha reducido en páginas y ha despedido a varios empleados. Como parte de su reducción, Gulf News absorbió su propio sitio web dedicado.
En marzo de 2013, XPRESS lanzó una edición de Abu Dhabi.
Mazhar Farooqui es el editor de ambas ediciones.

## Distribución
Al Nisr Media imprime entre 80.000 y 100.000 copias de XPRESS para su distribución todos los jueves.
El principal medio de distribución son los quioscos de periódicos en muchas de las gasolineras de Dubái, y otros en los vestíbulos de los bloques de apartamentos y en los centros comerciales. Los suscriptores del periódico hermano de XPRESS, el Gulf News pagado, reciben copias en sus hogares los jueves o viernes.